# دیردورف
شهر دیردورف در ایالت راینلند-فالتز در کشور آلمان واقع شده است.